# Canton de Clermont-l'Hérault
Le canton de Clermont l'Hérault est une circonscription électorale française située dans l'Hérault, dans l'arrondissement de Lodève (16 communes) et de celui de Béziers (24 communes).
À la suite du redécoupage cantonal de 2014, les limites territoriales du canton sont remaniées. Le nombre de communes du canton passe de 15 à 40.

## Représentation

### Conseillers généraux de 1833 à 2015
| Période | Période      | Identité                             | Étiquette                         | Qualité |
| ------- | ------------ | ------------------------------------ | --------------------------------- | --- |
| 1833    | 1847 (décès) | Jean Hyacinte Delpon                 | Droite libérale                   | Propriétaire, maire de Clermont-l'Hérault Ancien maire d'Ernemont (Seine-Inférieure)                                                                           |
| 1848    | 1852         | Casimir Maistre                      |                                   | Négociant et fabricant de draps à Villeneuvette |
| 1852    | 1861         | Jean Antoine Delpon (1799-1864)      |                                   | Négociant et propriétaire à Clermont-l'Hérault |
| 1861    | 1866 (décès) | Jean Marreaud                        |                                   | Ancien officier, propriétaire à Clermont-l'Hérault |
| 1866    | 1870         | Léon Bouissin                        |                                   | propriétaire à Clermont-l'Hérault et à Liausson |
| 1870    | 1891 (décès) | Pierre Alphonse Raimond Ronzier-Joly | Républicain                       | Docteur en médecine à Clermont-l'Hérault |
| 1891    | 1904         | Benjamin Guiraudou                   | Rad.                              | Maire de Clermont-l'Hérault |
| 1904    | 1919         | Jules Balestier                      | Rad.                              | Maire de Clermont-l'Hérault |
| 1919    | 1940         | Léon Ronzier-Joly                    | Rad. puis PRS puis SFIO puis PSdF | Médecin Maire de Clermont-l'Hérault (1919-1941) |
|         |              |                                      |                                   | |
| 1942    | 1945         | Paul Barral                          |                                   | Maire de Clermont-l'Hérault Nommé conseiller départemental en 1942                                                                                             |
|         |              |                                      |                                   | |
| 1945    | 1949         | Joseph Vidal                         | SFIO                              | Viticulteur Maire de Nébian (1935-1967), ancien conseiller d'arrondissement                                                                                    |
| 1949    | 1967         | Jean Rouaud (1903-1973)              | Rad.                              | Courtier en vins Maire de Clermont-l'Hérault |
| 1967    | 2004         | Marcel Vidal (fils de J.Vidal)       | SFIO puis PS puis DVG             | Viticulteur Sénateur (1980-2006) Maire de Nébian (1967-1971) Maire de Clermont-l'Hérault (1971-2001)                                                           |
| 2004    | 2015         | Alain Cazorla                        | PS                                | Directeur de société Maire de Clermont-l'Hérault (2001-2014) Président de la Communauté de communes Président de la commission des Solidarités départementales |

### Conseillers d'arrondissement (de 1833 à 1940)
Le canton de Clermont avait deux conseillers d'arrondissement.
| Période                                  | Période           | Identité                    | Étiquette            | Qualité |
| ---------------------------------------- | ----------------- | --------------------------- | -------------------- | --- |
| 1833                                     | 1836              | M. Boissière fils ainé      |                      | Négociant à Clermont-l'Hérault                                                                              |
| 1833                                     | 1848              | Hercule Maistre             |                      | Propriétaire, conseiller municipal de Villeneuvette                                                         |
| 1836                                     | 1870              | Benjamin Rouquet            |                      | Négociant à Clermont-l'Hérault                                                                              |
| 1848                                     | 1861              | Omer Roqueplane             |                      | Maire de Clermont-l'Hérault                                                                                 |
| 1861                                     | 1871              | Ferdinand Arnal             |                      | Maire d'Aspiran                                                                                             |
| 1870                                     | 1874              | Léon Rouquet                | Républicain          | Maire de Clermont-l'Hérault                                                                                 |
| 1871                                     |                   | Floran Boyer                | Républicain          | Maire de Paulhan                                                                                            |
| 1874                                     |                   | M. Bousquet                 |                      | |
|                                          |                   |                             |                      | |
| 1880                                     |                   | Émile Nègre                 | Républicain          | Propriétaire à Paulhan                                                                                      |
|                                          |                   |                             |                      | |
|                                          | 1896 (décès)      | François Négron (1840-1896) |                      | Propriétaire à Clermont-l'Hérault                                                                           |
|                                          | 1900 (décès)      | Pierre Marie Rouquet        |                      | Propriétaire à Clermont-l'Hérault                                                                           |
|                                          |                   |                             |                      | |
|                                          | 1907 (démission)  | M. Gaujoux                  | Radical              | Démissionne en raison des événements dans la viticulture                                                    |
| 1907                                     | 1913              | M. Berthier                 | Radical              | |
| 1907                                     | 1913              | M. Requi                    | Radical              | |
| 1913                                     | 1919              | Alcide Gaux                 | Radical              | |
| 1913                                     | 1919              | Clovis Salasc               | Radical              | Propriétaire, adjoint au maire de Salasc                                                                    |
| 1919                                     | 1931              | Gaston Galtier              | Radical              | Propriétaire à Clermont-l'Hérault                                                                           |
| 1925                                     |                   | Albert Aumelas              | Radical              | Propriétaire, maire d'Aspiran                                                                               |
| 1931                                     | 1937              | Joseph Lecou (1883-1964)    | SFIO                 | Maire de Nébian                                                                                             |
| 1937                                     | 1937 (annulation) | Pierre Guibal               | Radical antimarxiste | |
| 1937                                     | 1940              | Joseph Vidal (1894-1967)    | SFIO                 | Viticulteur, maire de Nébian (1935-1967)                                                                    |
| 1937                                     | 1940              | Fernand Quillé              | SFIO                 | Propriétaire à Lacoste                                                                                      |
| 1940                                     |                   |                             |                      | Les conseils d'arrondissement ont été suspendus par la loi du 12 octobre 1940 et n'ont jamais été réactivés |
| Les données manquantes sont à compléter. |                   |                             |                      | |

Le canton de Clermont-l'Hérault avait deux conseillers d'arrondissement.

### Conseillers départementaux à partir de 2015
| Période élective | Période élective | Mandat | Mandat   | Identité       | Nuance | Nuance | Qualité |
| ---------------- | ---------------- | ------ | -------- | -------------- | ------ | ------ | --- |
| 2015             | 2021             | 2015   | 2021     | Jean-Luc Falip |        | PS     | Maire de Saint-Gervais-sur-Mare Ancien conseiller général du Canton de Saint-Gervais-sur-Mare Vice-président du Conseil départemental de l'Hérault                  |
| 2015             | 2021             | 2015   | 2021     | Marie Passieux |        | PS     | Professeur d'éducation physique et sportive (EPS) Conseillère municipale et communautaire, Clermont-l'Hérault Vice-présidente du Conseil départemental de l'Hérault |
| 2021             | 2028             | 2021   | en cours | Jean-Luc Falip |        | PS     | Maire de Saint-Gervais-sur-Mare |
| 2021             | 2028             | 2021   | en cours | Marie Passieux |        | PS     | 12ème Vice-présidente déléguée aux sports et aux loisirs |

### Résultats détaillés

#### Élections de mars 2015
À l'issue du 1er tour des élections départementales de 2015, deux binômes sont en ballottage : Alexandre Gesp et Jacqueline Reynes (FN, 30,64 %) et Jean-Luc Falip et Marie Passieux (PS, 29,9 %). Le taux de participation est de 53,81 % (17 487 votants sur 32 499 inscrits) contre 51,87 % au niveau départemental et 50,17 % au niveau national.
Au second tour, Jean-Luc Falip et Marie Passieux (PS) sont élus avec 59,3 % des suffrages exprimés et un taux de participation de 56,5 % (9 908 voix pour 18 361 votants et 32 498 inscrits).

#### Élections de juin 2021
Le premier tour des élections départementales de 2021 est marqué par un très faible taux de participation (33,26 % au niveau national). Dans le canton de Clermont-l'Hérault, ce taux de participation est de 35,14 % (11 781 votants sur 33 522 inscrits) contre 33,27 % au niveau départemental. À l'issue de ce premier tour, deux binômes sont en ballottage : Jean-Luc Falip et Marie Passieux (PS, 43,27 %) et Laurent Claisse et Laurence Delacour (RN, 26,75 %).
Le second tour des élections est marqué une nouvelle fois par une abstention massive équivalente au premier tour. Les taux de participation sont de 34,36 % au niveau national, 34,7 % dans le département et 36,26 % dans le canton de Clermont-l'Hérault. Jean-Luc Falip et Marie Passieux (PS) sont élus avec 67,62 % des suffrages exprimés (7 615 voix pour 12 155 votants et 33 522 inscrits),,. 

## Composition

### Composition avant 2015

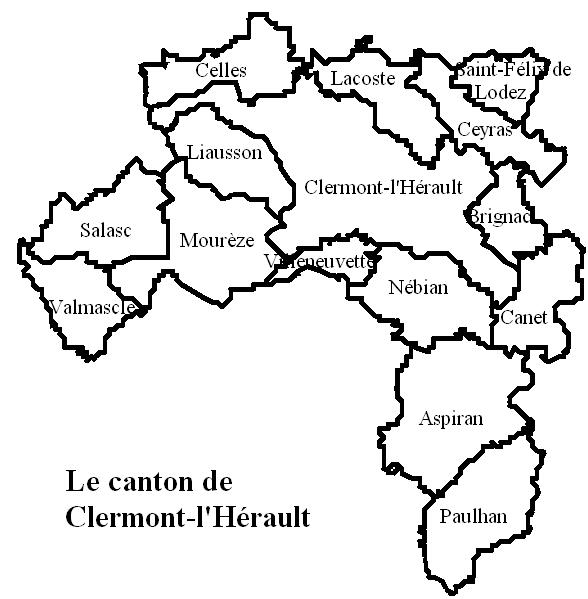
Situation du canton avant le redécoupage de 2014.

| Nom                            | Code Insee | Codepostal | Superficie (km2) | Population (dernière pop. légale) | Densité (hab./km2) |
| ------------------------------ | ---------- | ---------- | ---------------- | --------------------------------- | ------------------ |
| Clermont-l'Hérault (chef-lieu) | 34079      | 34800      | 32,49            | 8 221 (2012)                      | 253                |
| Aspiran                        | 34013      | 34800      | 16,13            | 1 580 (2012)                      | 98                 |
| Brignac                        | 34041      | 34800      | 4,65             | 749 (2012)                        | 161                |
| Canet                          | 34051      | 34800      | 7,33             | 3 413 (2012)                      | 466                |
| Celles                         | 34072      | 34700      | 7,56             | 29 (2012)                         | 3,8                |
| Ceyras                         | 34076      | 34800      | 6,96             | 1 254 (2012)                      | 180                |
| Lacoste                        | 34124      | 34800      | 7,46             | 303 (2012)                        | 41                 |
| Liausson                       | 34137      | 34800      | 7,95             | 154 (2012)                        | 19                 |
| Mourèze                        | 34175      | 34800      | 13,44            | 183 (2012)                        | 14                 |
| Nébian                         | 34180      | 34800      | 9,79             | 1 358 (2012)                      | 139                |
| Paulhan                        | 34194      | 34230      | 11,26            | 3 769 (2012)                      | 335                |
| Saint-Félix-de-Lodez           | 34254      | 34725      | 4,38             | 1 156 (2012)                      | 264                |
| Salasc                         | 34292      | 34800      | 9,00             | 305 (2012)                        | 34                 |
| Valmascle                      | 34323      | 34800      | 6,99             | 43 (2012)                         | 6,2                |
| Villeneuvette                  | 34338      | 34800      | 3,14             | 68 (2012)                         | 22                 |

### Composition depuis 2015

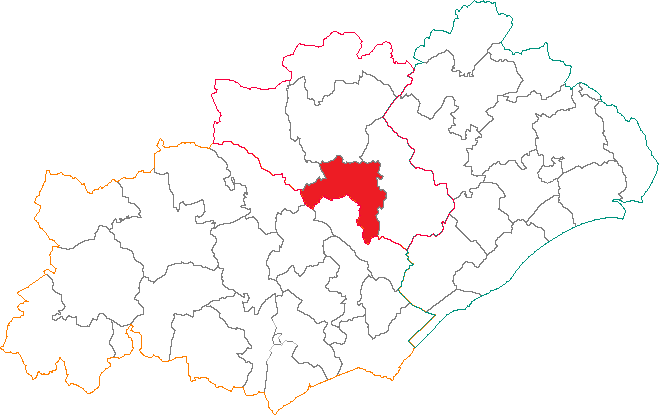
Situation du canton de Clermont-l'Hérault dans le département de l'Hérault avant 2015.

Le nouveau canton de Clermont-l'Hérault est composé de quarante communes entières.
| Nom                                        | Code Insee | Intercommunalité  | Superficie (km2) | Population (dernière pop. légale) | Densité (hab./km2) | Modifier                                    |
| ------------------------------------------ | ---------- | ----------------- | ---------------- | --------------------------------- | ------------------ | ------------------------------------------- |
| Clermont-l'Hérault (bureau centralisateur) | 34079      | CC du Clermontais | 32,49            | 9 372 (2022)                      | 288                | modifier les données · modifier les données |
| Les Aires                                  | 34008      | CC Grand Orb      | 20,54            | 613 (2022)                        | 30                 | modifier les données · modifier les données |
| Aspiran                                    | 34013      | CC du Clermontais | 16,13            | 1 682 (2022)                      | 104                | modifier les données · modifier les données |
| Avène                                      | 34019      | CC Grand Orb      | 62,65            | 294 (2022)                        | 4,7                | modifier les données · modifier les données |
| Bédarieux                                  | 34028      | CC Grand Orb      | 27,82            | 5 820 (2022)                      | 209                | modifier les données · modifier les données |
| Le Bousquet-d'Orb                          | 34038      | CC Grand Orb      | 11,83            | 1 594 (2022)                      | 135                | modifier les données · modifier les données |
| Brenas                                     | 34040      | CC Grand Orb      | 10,59            | 57 (2022)                         | 5,4                | modifier les données · modifier les données |
| Brignac                                    | 34041      | CC du Clermontais | 4,65             | 971 (2022)                        | 209                | modifier les données · modifier les données |
| Camplong                                   | 34049      | CC Grand Orb      | 13,25            | 217 (2022)                        | 16                 | modifier les données · modifier les données |
| Canet                                      | 34051      | CC du Clermontais | 7,33             | 3 600 (2022)                      | 491                | modifier les données · modifier les données |
| Carlencas-et-Levas                         | 34053      | CC Grand Orb      | 10,78            | 115 (2022)                        | 11                 | modifier les données · modifier les données |
| Ceilhes-et-Rocozels                        | 34071      | CC Grand Orb      | 27,82            | 247 (2022)                        | 8,9                | modifier les données · modifier les données |
| Ceyras                                     | 34076      | CC du Clermontais | 6,96             | 1 389 (2022)                      | 200                | modifier les données · modifier les données |
| Combes                                     | 34083      | CC Grand Orb      | 10,97            | 321 (2022)                        | 29                 | modifier les données · modifier les données |
| Graissessac                                | 34117      | CC Grand Orb      | 10,03            | 569 (2022)                        | 57                 | modifier les données · modifier les données |
| Hérépian                                   | 34119      | CC Grand Orb      | 8,77             | 1 559 (2022)                      | 178                | modifier les données · modifier les données |
| Joncels                                    | 34121      | CC Grand Orb      | 46,24            | 261 (2022)                        | 5,6                | modifier les données · modifier les données |
| Lacoste                                    | 34124      | CC du Clermontais | 7,46             | 312 (2022)                        | 42                 | modifier les données · modifier les données |
| Lamalou-les-Bains                          | 34126      | CC Grand Orb      | 6,18             | 2 421 (2022)                      | 392                | modifier les données · modifier les données |
| Liausson                                   | 34137      | CC du Clermontais | 7,95             | 153 (2022)                        | 19                 | modifier les données · modifier les données |
| Lunas-les-Châteaux                         | 34144      | CC Grand Orb      | 63,66            | 822 (2022)                        | 13                 | modifier les données · modifier les données |
| Mérifons                                   | 34156      | CC du Clermontais | 6,74             | 57 (2022)                         | 8,5                | modifier les données · modifier les données |
| Mourèze                                    | 34175      | CC du Clermontais | 13,44            | 190 (2022)                        | 14                 | modifier les données · modifier les données |
| Nébian                                     | 34180      | CC du Clermontais | 9,79             | 1 573 (2022)                      | 161                | modifier les données · modifier les données |
| Octon                                      | 34186      | CC du Clermontais | 21,81            | 520 (2022)                        | 24                 | modifier les données · modifier les données |
| Paulhan                                    | 34194      | CC du Clermontais | 11,26            | 4 022 (2022)                      | 357                | modifier les données · modifier les données |
| Pézènes-les-Mines                          | 34200      | CC Grand Orb      | 26,87            | 236 (2022)                        | 8,8                | modifier les données · modifier les données |
| Le Poujol-sur-Orb                          | 34211      | CC Grand Orb      | 4,58             | 944 (2022)                        | 206                | modifier les données · modifier les données |
| Le Pradal                                  | 34216      | CC Grand Orb      | 3,80             | 325 (2022)                        | 86                 | modifier les données · modifier les données |
| Saint-Étienne-Estréchoux                   | 34252      | CC Grand Orb      | 3,58             | 257 (2022)                        | 72                 | modifier les données · modifier les données |
| Saint-Félix-de-Lodez                       | 34254      | CC du Clermontais | 4,38             | 1 142 (2022)                      | 261                | modifier les données · modifier les données |
| Saint-Geniès-de-Varensal                   | 34257      | CC Grand Orb      | 12,55            | 216 (2022)                        | 17                 | modifier les données · modifier les données |
| Saint-Gervais-sur-Mare                     | 34260      | CC Grand Orb      | 24,29            | 839 (2022)                        | 35                 | modifier les données · modifier les données |
| Salasc                                     | 34292      | CC du Clermontais | 9,00             | 342 (2022)                        | 38                 | modifier les données · modifier les données |
| Taussac-la-Billière                        | 34308      | CC Grand Orb      | 14,62            | 462 (2022)                        | 32                 | modifier les données · modifier les données |
| La Tour-sur-Orb                            | 34312      | CC Grand Orb      | 30,65            | 1 346 (2022)                      | 44                 | modifier les données · modifier les données |
| Valmascle                                  | 34323      | CC du Clermontais | 6,99             | 51 (2022)                         | 7,3                | modifier les données · modifier les données |
| Villemagne-l'Argentière                    | 34335      | CC Grand Orb      | 8,06             | 420 (2022)                        | 52                 | modifier les données · modifier les données |
| Villeneuvette                              | 34338      | CC du Clermontais | 3,14             | 66 (2022)                         | 21                 | modifier les données · modifier les données |
| Canton de Clermont-l'Hérault               | 3406       |                   | 629,65           | 45 397 (2022)                     | 72                 | modifier les données                        |

## Démographie

### Démographie avant 2015
| 1962   | 1968   | 1975   | 1982   | 1990   | 1999   | 2006   | 2011   | 2012   |
| ------ | ------ | ------ | ------ | ------ | ------ | ------ | ------ | ------ |
| 12 789 | 13 561 | 12 383 | 13 314 | 14 349 | 15 593 | 19 019 | 22 170 | 22 585 |

### Démographie depuis 2015
En 2022, le canton comptait 45 397 habitants, en évolution de +1,76 % par rapport à 2016 (Hérault : +7,49 %, France hors Mayotte : +2,11 %).
| 2013   | 2018   | 2022   |
| ------ | ------ | ------ |
| 44 197 | 44 788 | 45 397 |

## Galerie photographique

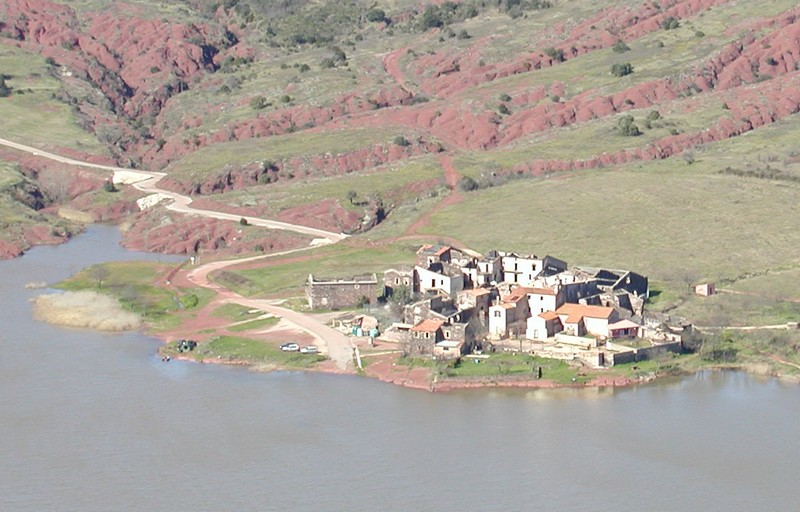
Le village de Celles, au bord du Lac du Salagou.
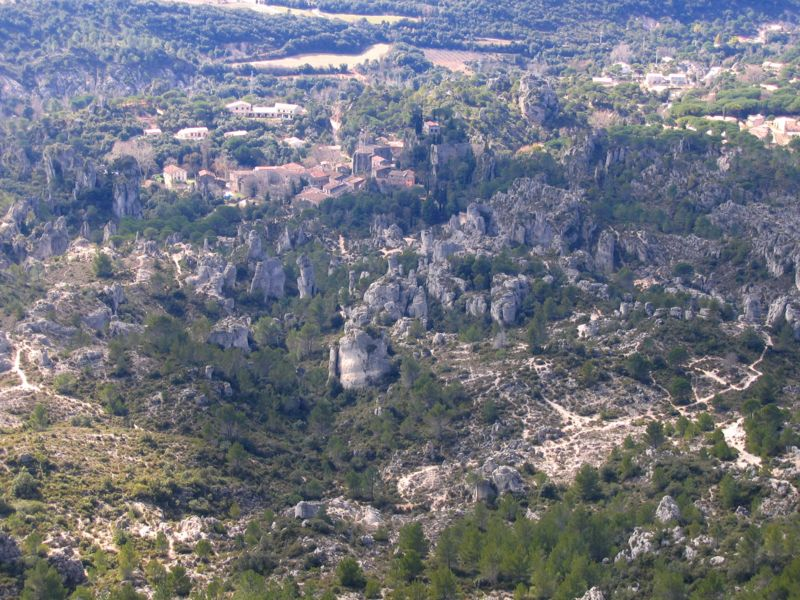
Le Cirque de Mourèze.
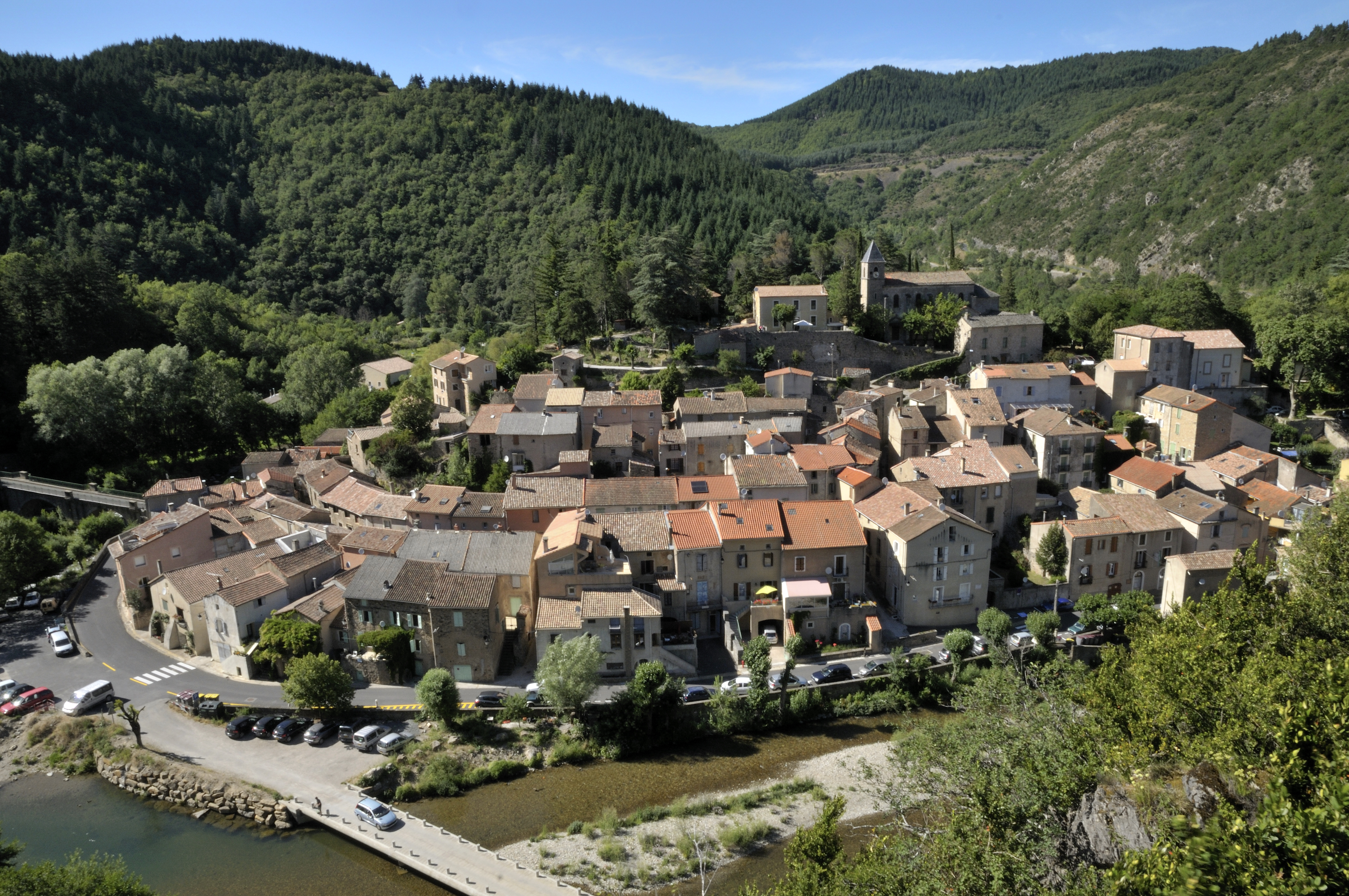
La commune d'Avène.
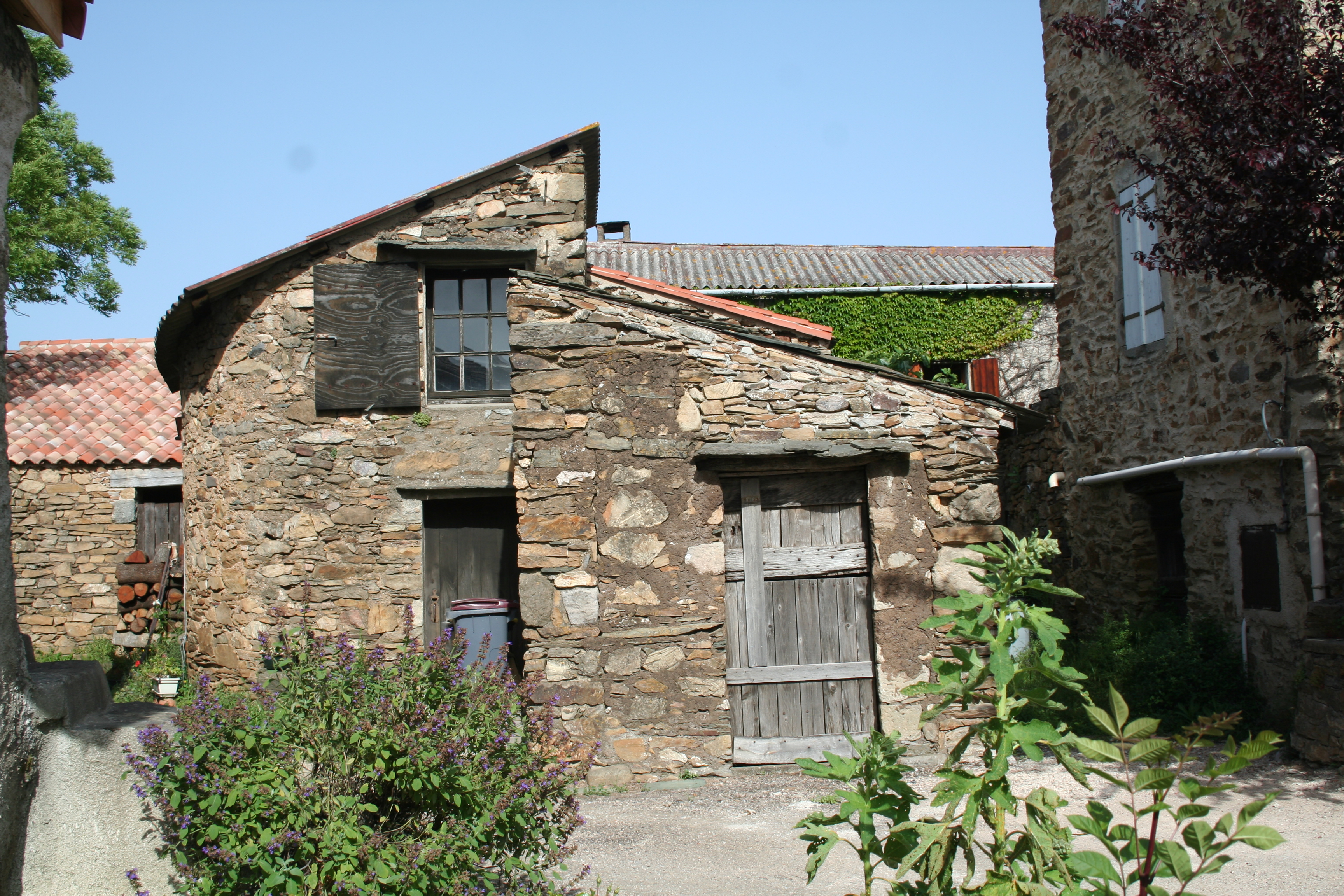
La maison à Maurian, à Taussac-la-Billière.
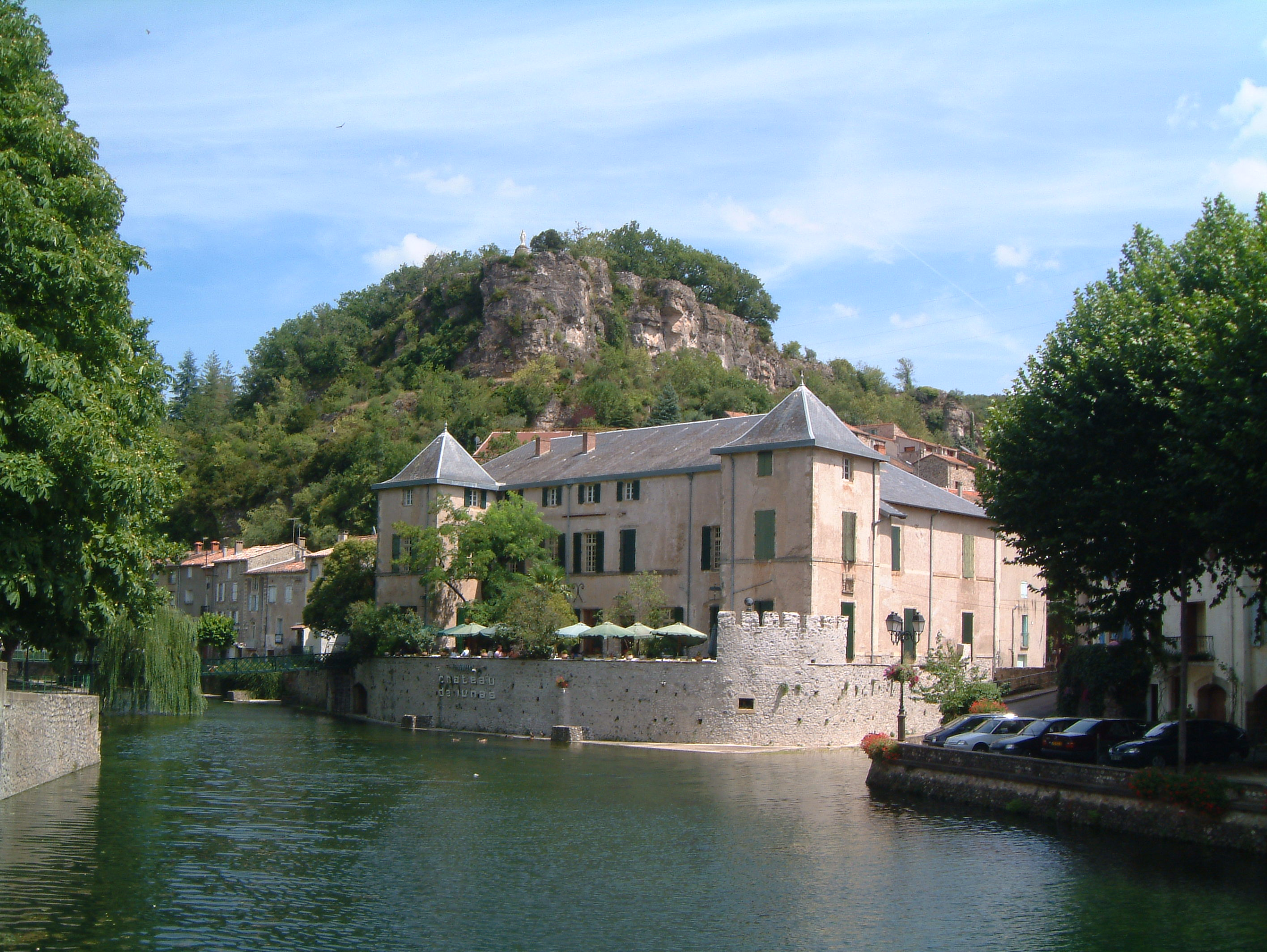
Le château de Lunas.
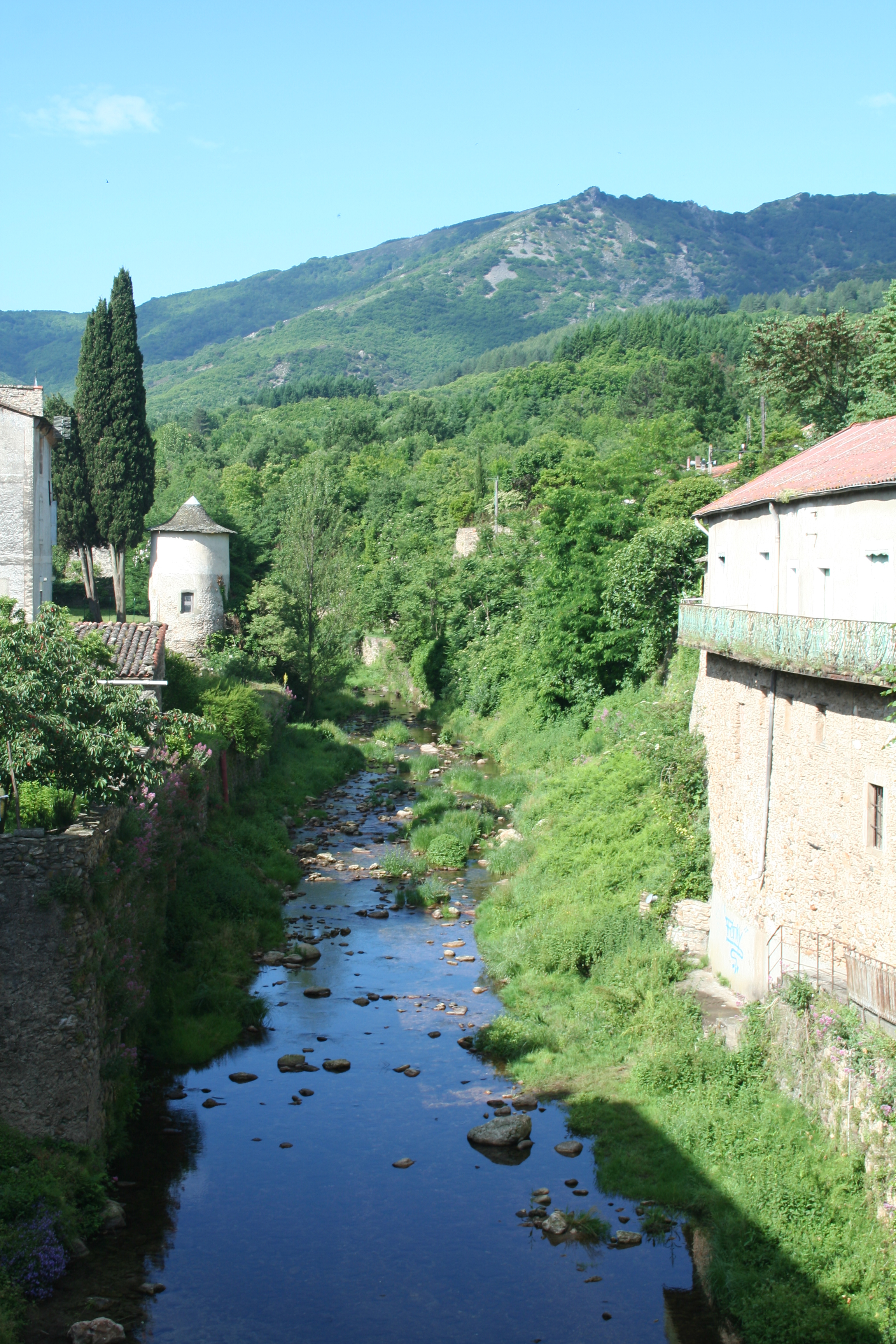
La rivière du Casselouvre à Saint-Gervais-sur-Mare.

## Monuments ou sites
- Lac du Salagou ;
- Cirque dolomitique de Mourèze ;
- Collégiale Saint-Paul de Clermont-l'Hérault ;
- Chapelle Notre-Dame du Peyrou de Clermont-l'Hérault ;
- Manufacture royal de draps de Villeneuvette.